# Thambematidae
Thambematidae é uma família de isópodes pertencentes à ordem Isopoda.
Géneros:
- Microthambema Birstein, 1961
- Thambema Stebbing, 1912